# Rodbina Bibra
Rodbina Bibra je bila ena vodilnih (Uradel) plemiških rodbin v Frankoniji (severni del Bavarske) in Turingije med 15. in 17. stoletjem. Vodje rodbine so sprva imeli naziv Reichsritterja, nato pa Reichsfreiherra. Po razpadu Svetega rimskega cesarstva so postali Freiherri (baroni) Bavarske in Bohemije.

## Zgodovina
Prvi dokumentirani vir rodbine je dokument škofa Otta Bamberžanskega iz leta 1119, ki vsebuje ime Rupertus de Bibra. Ohranil se je tudi dokument iz leta 1151, v katerem so omenjeni Pertholdus (Berthold) de Bibra in njegova sina Pertholdus (Berthold) ter Tagino. V 15. stoletju je pričela rodbina povečavati svoj vpliv in premoženje; leta 1605 v izdaji Siebmachersove grbovne knjige je rodbina navedena kot najbolj vplivna frankonijska rodbina z nazivom Freiherr. Toda rodbina je pričela v istem stoletju nazadovati, ko je umrla večina moških potomcev (zaradi naravnih razlagov; npr. pljučne kuge) oz. so postali del klera. Po smrti Heinricha leta 1602 je princ-škof Julius Echter von Mespelbrunn zasegel večino rodbinske posesti v okviru protireformacije. Rodbina je vložila tožbo, ki je bila razrešena šele po 79 letih; nazaj so dobili vsa posestva razen Burgwallbacha, a so ostali brez posestvenih dohodkov iz časa zasedbe.
Zasedba rodbinskih posestev je predstavljala konec vpliva rodbine, saj si ni nikoli opomogla. Kljub temu so njeni člani dosegli naziv Reichsfreiherrov. Rodbina oz. njeni člani so se naselili na področju Avstrijskega imperija, Britanskega imperija in ZDA.

## Slavni člani
- Kilian von Bibra (*1425; † 1494), kanonski pravnik, generalni vikar škofije Würzburg
- Wilhelm von Bibra (*1442; † 1490), papeški poslanec
- Lorenz von Bibra, princ-škof Würzburga, vojvoda Frankonije (1459-1519)
- Conrad von Bibra , princ-škof Würzburga, vojvoda Frankonije (1490-1544)
- Christoph Erhard von Bibra (1656-1706), Generalfeldmarschalleutnant
- Johann Ernst von Bibra (10.2.1662 - 19.8.1705), kaiserlichen Feldzeugmeister
- Heinrich Karl von Bibra (tudi Karl Siegmund; 1666 + 1734), Generalfeldmarschalleutnant
- Heinrich von Bibra (tudi Karl Sigmund von Bibra; 1711-1788), princ-škof Fulde (1759-1788)
- Siegmund von Bibra (tudi Philipp Anton Frhr. von Bibra; * 1750; † 1803), cerkveni uradnik in urednik
- Ernst von Bibra (1806 † 1878), nemški prirodoslovec
- August von Bibra (1808-1894), generalni direktor Adelsvereina (Združenja za zaščito nemških imigrantov v Teksasu)
- Wilhelm Franz von Bibra (*1824; † 1879), Generalfeldmarschalleutnant
- Sir Eric Ernest von Bibra (O.B.E., Kt.) (1895 - 1958)
- Sir Donald Dean von Bibra (C.M.G., O.B.E., K.B.) (1905 - 1982)
- Eve von Bibra, avstralska igralka in pevka

Neznano poreklo
Nikolaus von Bibra, erfurški menih iz 13. stoletja

## Rodbinska posestva
Sedež rodbine:
- Grad Bibra (Meiningen) (okoli 1100 - danes)

Drugi sedež:
- Grad Irmelshausen (1376-danes)

 Zgodovinske posesti, še vedno v lasti rodbine:
- Grad Brennhausen (1681-danes)
- kmetijsko posestvo Dörfleshof (med Aubstadtom in Ottelmannshausnu; okoli 1848 - danes)

Posestva, gradovi, dvorci in vasi v Nemčiji, ki so bila rodbinska posestva:
- Grad Adelsdorf (1687-1993)
- Grad Aschach (1391-1407)
- Aroldshausen (pri Jüchsenu) (c.1435-c.1990)
- Aubstadt (c.1308-after 1859)
- Burg Bramberg (1393-1483)
- Breuberg (Welkershausen pri Meiningenu) (1779- ?)
- Grad Burgwallbach (1489-1681)
- Dörfleshof
- Grad UnterEuerheim & OberEuerheim (1480-1687)
- Grad Gemünda (pri Seßlachu; 1510-1655)
- Geroda (1400-1607)
- Gleicherwiesen (c.1356 - 1850)
- Höchheim (1356 - 1970)
- Grad Kleinbardorf (1413-1687)
- Neubrunn, Turingija (1366-1496+)
- Grad Roßrieth (pri Mellrichstadtu) (1438-1680)
- Grad Schnabelwaid (1696 - 1750)
- Schwarza, Turingijski gozd (1355-1425)
- Grad Schwebheim (1513-c1958)
- Steinach an der Saale (1343- )
- Grad Trappstadt (1853- c.1970)
- Burg Trimburg (1375-1412)
- Walldorf (pri Meinigenu) (1779 - 1946)
- Grad Weisendorf (c1750-1785)
- Grad Willershausen (1757-1850)

Bivša posestva na Češkem:
- Grad Oselce (Czech Republic) (1808-1856)

Povezana mesta:
- Fulda
- Bamberg
- Würzburg

Povezani samostani:
- Rohr
- Samostan Veßra

Avstralija
- Jezero Bibra
- Bibra’s Landing[1] (25°56′00″S 114°14′00″E / 25.93333°S 114.2333°E)